# Margherita Moriondo Lenzini
Margherita Moriondo Lenzini (Firenze, 10 febbraio 1923 – Siena, 29 aprile 2007) è stata una storica dell'arte italiana promotrice dell'innovativo restauro "Progetto Piero della Francesca".

## Biografia
Nata Margherita Moriondo, frequenta il Liceo Ginnasio Michelangiolo a Firenze e si laurea in Storia dell'arte all'Università degli Studi di Firenze.
Sposa Leopoldo Lenzini, Direttore dell'Istituto di Tisiopneumologia di Siena.
Ricopre il ruolo di Ispettrice Storica presso la Galleria degli Uffizi fino al 1967 per poi diventare Soprintendente ai Beni Culturali a Siena, dove rimane fino al 1974.
Dal 1974 al 1989 assume lo stesso ruolo presso la Soprintendenza di Arezzo, con un breve periodo di direzione (1983-84) all'Opificio delle pietre dure di Firenze.

## Attività professionale
Dedica tutta la sua vita allo studio dell'Arte del Rinascimento, in particolar modo alla pittura, partendo da quella europea per poi specializzarsi negli artisti protagonisti del Rinascimento italiano.
Negli anni in cui è Ispettrice Storica presso la Galleria degli Uffizi, pubblica una vera e propria guida al Museo e un testo, tradotto in seguito in inglese, francese, tedesco e spagnolo sulle opere più importanti in esso esposte.
Rimanendo nell'ambito dei musei, studia le opere rinascimentali esposte a Siena, nel Museo dell'Opera del Duomo (Siena), la Madonna col Bambino (Donatello) e le opere di Jacopo della Quercia per pubblicare poi una guida completa del museo stesso.
Negli stessi anni in cui opera a Firenze, la passione per la pittura rinascimentale e, nello specifico, la tecnica dell'affresco, la portano a Mantova a studiare l'arte di Andrea Mantegna con un focus sull'opera più importante di questo artista, La Camera degli Sposi: un locale di forma cubica completamente affrescato, all'interno di Castel San Giorgio, grazie al quale Margherita ha modo di approfondire il virtuosismo della tecnica prospettica, importante novità della pittura rinascimentale. Tali studi vengono poi raccolti e pubblicati in un testo, tradotto in seguito anche in spagnolo.

## Progetto Piero della Francesca
È proprio per volere di Margherita e sotto la sua direzione che, nei primi anni ottanta, la Soprintendenza ai Beni Ambientali, Architettonici, Artistici e Storici di Arezzo avvia un progetto multidisciplinare di ricerca applicata ai problemi conservativi e di restauro, il più sofisticato e all’avanguardia progetto di restauro mai realizzato fino a quel momento nel mondo. Il “Progetto per Piero della Francesca”, che si apre ufficialmente nel 1985 e termina dopo 15 anni, il 7 Aprile 2000 con la riapertura al pubblico della Cappella Maggiore della Basilica di San Francesco (Arezzo), nasce dalla constatazione del gravissimo degrado in cui, a distanza di soli venti anni dall’ultimo restauro eseguito da Leonetto Tintori, versa il ciclo degli affreschi raffigurante le Storie della Vera Croce, eseguito da Piero della Francesca tra il 1452 e il 1466 e l’affresco, dello stesso artista, la Madonna del Parto (Piero della Francesca), dipinto nella Cappella di Santa Maria di Momentana nel cimitero di Monterchi.
Il degrado pittorico di questi affreschi consisteva in un diffuso offuscamento biancastro delle immagini, che degenerava in disgregazione delle superfici pittoriche danneggiandole in maniera permanente. Questo processo è causato da un fenomeno denominato “solfatazione”, la trasformazione del carbonato di calcio (principale componente degli intonaci) in solfato di calcio, cioè gesso, ed è un fenomeno che avviene soprattutto in presenza di umidità e di anidride solforosa.
Il fenomeno della solfatazione, tuttavia, non era una novità: a causa di tale patologia le Storie della Vera Croce erano state oggetto di ben tre restauri nell’arco di poco più di un secolo: 1856 a cura di Gaetano Bianchi, 1911-1916 Umberto Tavanti e Domenico Fiscali e dal 1962 al 1964 dall’esperto artista Leonetto Tintori.
La veloce inarrestabilità con la quale la solfatazione si stava di nuovo impadronendo degli affreschi di Piero della Francesca spinse Margherita a mettere in piedi non l’ennesimo intervento di restauro per risolverne gli effetti, bensì un progetto di ricerca articolato e multidisciplinare che ne indagasse, una volta per tutte, il complesso di cause e concause per poter poi, finalmente, elaborare e attuare una soluzione definitiva.
Il “Progetto per Piero della Francesca” si sviluppa in due macro-fasi principali: la fase dell’indagine preliminare, durata più di sei anni e diretta da Margherita in veste di Soprintendente e la fase di restauro vero e proprio, guidata dalla nuova Soprintendente, Anna Maria Maetzke, nella quale Margherita ha continuato a dare il suo contributo di storica dell’arte.
L’indagine preliminare si sviluppa in cinque ambiti principali partendo dalla ricerca storica per ricostruire le vicende vissute dalla basilica e dagli affreschi. Margherita affida l’incarico a Giuseppe Centauro il quale documenta che le pareti della Cappella erano state dissestate da numerosi terremoti nella prima metà del Quattrocento, cioè prima che Piero della Francesca vi dipingesse; questo dimostra che l’artista dovette stendere l’intonaco su pareti già lesionate. Nel Cinquecento la struttura muraria fu ulteriormente indebolita dalla costruzione di cappelle laterali e del campanile, troppo pesante per pareti già compromesse, il quale causò la caduta di parti della scena raffigurante la morte di Adamo. Ulteriori danni furono causati da un fulmine e dall’assenza di manutenzione dei decenni successivi per mancanza di fondi. Nel 1808 un editto napoleonico sconsacra la Basilica e questa diventa un ricovero per le truppe militari.
Oltre all'analisi storica, l’indagine preliminare necessitava di approfondite ricerche in ambito tecnico-scientifico, e questo spinge Margherita a chiedere la consulenza, poi trasformatasi in collaborazione permanente per tutto il Progetto, di Enzo Ferroni, direttore dell’Istituto di Chimica Fisica dell’Università di Firenze.
Il Progetto per Piero della Francesca, oltre al valore intrinseco del restauro dell’importante ciclo pittorico, capolavoro del Rinascimento, ha avuto il grande merito di inaugurare un nuovo metodo di indagine interdisciplinare per la conservazione e il restauro delle opere d’arte e ha permesso di ampliare la conoscenza delle tecniche pittoriche di Piero della Francesca. Grazie allo studio ai raggi infrarossi e ultravioletti delle superfici e alle analisi stratigrafiche di campioni delle pareti affrescate, eseguite dal laboratorio scientifico dell'Opificio delle pietre dure di Firenze, si sono potute individuare diverse tecniche usate dall’artista per dipingere la Leggenda della Vera Croce. Oltre alla tecnica del “fresco”, infatti, sono state scoperte altre tecniche pittoriche usate dall'artista; inoltre, le analisi hanno confermato l’uso di leganti oleosi da parte del pittore, prova della sua collaborazione con Domenico Veneziano nel 1439 nella decorazione della Chiesa di Sant'Egidio (Firenze)
La risonanza del Progetto per Piero della Francesca ha raggiunto anche gli Stati Uniti: il 18 marzo 2015 a New York, infatti, presso l'Istituto Italiano di Cultura, è stato presentato e illustrato l’intero progetto di restauro, dall'assessore alla Cultura del Comune di Sansepolcro, Chiara Andreini, assieme a Cecilia Frosinini, direttore del Settore Restauro dipinti murali dell'Opificio delle Pietre Dure di Firenze, in collaborazione con Toscana Promozione.

## Attività politica e sociale

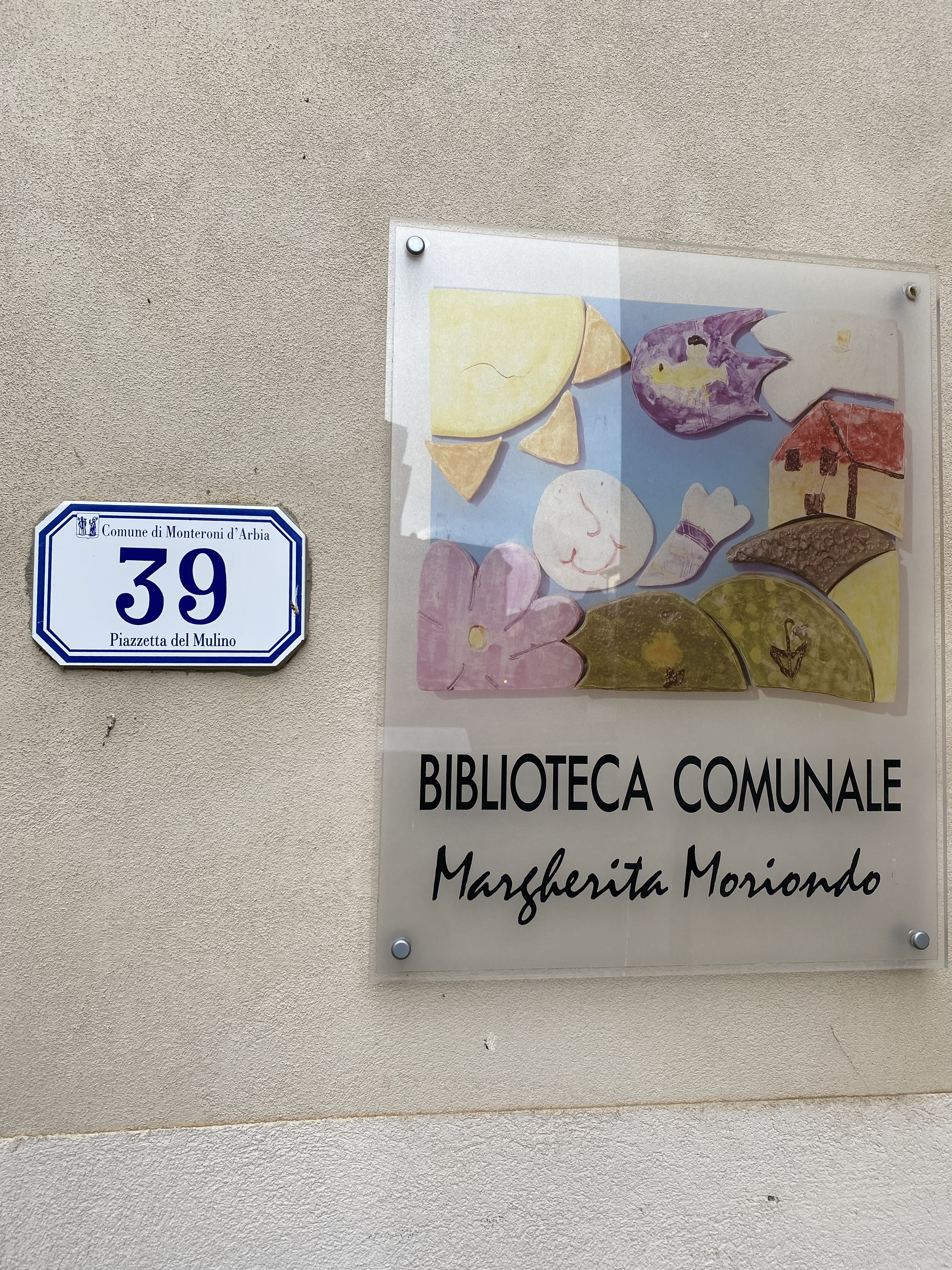
Insegna della Biblioteca Margherita Moriondo

Dal 1995 al 2004, per due mandati, ricopre l'incarico di assessore all’istruzione e alla cultura, presso il Comune di Monteroni d'Arbia, per nomina del Sindaco Danielo Pasquini; negli anni 1995-1999 è anche Vice Sindaco. Durante il suo incarico, promuove l'apertura della biblioteca del Comune di Monteroni, biblioteca che le sarà poi intitolata nel 2018.
Si adopera per ottenere l'apertura del primo Asilo Nido comunale e della casa di riposo che Margherita ha voluto intitolare a Nilde Iotti. Si occupa inoltre in prima persona della ristrutturazione e riordino dell'intero archivio comunale.

## Nel Soroptimist
Nel 1971, il 23 ottobre, diventa la prima Presidente del Soroptimist Club di Siena
Nel 1977 è madrina per la fondazione del Soroptimist Club di Arezzo.

## Riconoscimenti
- Nel 1989 Antonio Paolucci, le dedica il libro “Piero della Francesca. Notizie sulla conservazione di Margherita Moriondo Lenzini”, Edizioni Cantini, 1992.
- Nel 2018 nella Basilica di San Francesco ad Arezzo, il Club di Arezzo del Soroptimist ho posto una targa commemorativa per avere promosso il programma di ricerche “Un progetto per Piero della Francesca”, riconosciuto tra i più avanzati nel campo del restauro scientifico nell’Italia e nel mondo[16].

## Intitolazioni
Nel 2018 le viene intitolata la Biblioteca comunale di Monteroni d'Arbia, Siena.

## Scritti
- Renzo Chiarelli, Margherita Moriondo Lenzini, Franco Mazzini, Pittura in Europa. Vol. 2. Il Quattrocento, Milano, Fabbristampa editore, 1960.
- Renzo Chiarelli, Margherita Moriondo Lenzini, Franco Mazzini (H E Scott trans) European Painting in the 15th Century,  London, Studio Books, 1961.
- Margherita Moriondo Lenzini, Mantegna. La camera degli sposi., Collana Forma e Colore - I Grandi Cicli dell'Arte 31, Firenze, Sadea/Sansoni editori, 1965.
- Guido A. Mansuelli, Margherita Moriondo Lenzini, Emma Micheletti, La Galleria degli Uffizi, Milano, Editore Martello, 1965.
- Margherita Moriondo Lenzini, Signorelli, Collana I Diamanti dell’Arte n. 17, Firenze, Sansoni Editore 1966.
- Margherita Moriondo Lenzini, Mantegna: la camara nupcial de Mantua, Granada, Albaicin Sadea editores 1966.
- Margherita Moriondo Lenzini e Emma Micheletti, La Galerìa de los Uffizi, Editore: Aguilar, Madrid 1967.
- Margherita Moriondo Lenzini, Emma Micheletti, I Grandi maestri della Pittura nella Galleria degli Uffizi, Firenze, Bonechi, 1968.
- Margherita Moriondo Lenzini, Il museo dell'Opera del Duomo di Siena, Bologna, Officine Grafiche Poligrafici Il Resto del Carlino Editore, 1969.
- Margherita Moriondo Lenzini,  El Museo de la Catedral de Siena, Editore Bolonia 1969.
- Luciano Bellosi, Giuseppe Cantelli, Margherita Moriondo Lenzini L’Arte in Valdichiana dal XIII al XVIII secolo, Firenze, Arti Grafiche Alinari Baglioni, 1970.
- Margherita Moriondo Lenzini, Catalogo in occasione della mostra tenutasi a Cortona, Fortezza del Girifalco, dal 9 agosto al 10 ottobre 1970.
- Margherita Moriondo Lenzini, Signorelli, Collana Los Diamantes del Arte, n°43, Editore Toray Coleccion, 1971.
- Margherita Moriondo Lenzini, Piero della Francesca : Poet der form Die Fresken von San Francesco in Arezzo / von Jacqueline und Maurice Guillaud ; Stuttgart : Klett-Cotta, 1989.
- Giuseppe Centauro, Margherita Moriondo Lenzini,  Piero della Francesca ad Arezzo, * Atti del Convegno internazionale di studi, Arezzo, 7-10 marzo 1990.
- Giuseppe Centauro, Margherita Moriondo Lenzini, Piero della Francesca ad Arezzo. Problemi di restauro per la conservazione futura Venezia, Marsilio, 1993.